# 美拉尼西亚进步党
美拉尼西亚进步党（英语：Melanesian Progressive Party）是瓦努阿图的一个政党。该党于1988年10月由瓦努阿库党原总书记巴拉克·塔梅·索佩（Barak Tame Sope）等人组成。该党党员约3000人。
尽管该党目前席位较少，但从1990年代开始，该党发挥了重要影响。最为著名的人物为巴拉克·塔梅·索佩。在2004年立法选举中，该党赢得了52个席位中的2席。